# San Lorenzo (Ahuachapán)
San Lorenzo es un distrito del municipio de Ahuachapán Norte, Departamento de Ahuachapán, en El Salvador, cuenta con una población de 11.132 habitantes según el censo de población y vivienda de 2024.
Hasta el 30 de abril de 2024 fue un municipio, pero con una nueva reorganización municipal aprobada en junio de 2023 pasó a ser un distrito del nuevo municipio de Ahuachapán Norte.
| Censo | Población | Cambio | Porcentaje |
| ----- | --------- | ------ | ---------- |
| 2007  | 9 194     | N/D    | N/D        |
| 2024  | 11 132    | 1 938  | 21.1%      |

## Historia
En el informe de mejoras materiales del departamento de Sonsonate del 6 de septiembre de 1854, el gobernador Tomás Medina, notó: No hay ningunas obras materiales, y ha compuesto únicamente los caminos que le corresponde.
En el informe del 12 de octubre, el gobernador Tomás Medina, notó: Compusieron los caminos de su jurisdicción; y que no han dado principio a levantar el Oratorio público por la suma exhaustez de sus fondos.
En el informe del gobernador del departamento de Santa Ana, Teodoro Moreno, hecho en el 31 de diciembre de 1858, se informó que se estaba edificando y que estaba acopiada la madera para un oratorio de 20 varas de largo, con paredes de 5 varas de altura.
El alcalde electo para el año de 1863 era el señor don Mariano Barrios.
En el año de 1867, el sector agrícola del municipio produjo 484 quintales de café (provenientes de 11 fincas de café) y 2,000 arrobas de azúcar.
En el 30 de marzo de 1885, durante la Intentona de Barrios, la plaza de San Lorenzo fue atacada por fuerzas guatemaltecas a las 10 de la noche, siendo rechazados. El siguiente día a las 5 de la mañana atacaron de nuevo a San Lorenzo. El general Monterrosa rechazó a las fuerzas guatemaltecas hasta el otro lado del Río Chalchuapa hasta que después de 9 horas de batalla se retiraron. Las noticias de esta batalla fueron mandadas a San Salvador por telégrafo de Santa Ana y fue publicado en el Diario Oficial del mismo día 31 de marzo.
En el 16 de julio de 1952 fue elegido el consejo municipal del PRUD con un total de 705 votos, el alcalde electo era don Juan Bautista Cortez.
En los Terremotos de 2001, la iglesia fue derribada. La estructura de la iglesia fue demolida en 2010 y la nueva iglesia fue terminada para finales de diciembre de 2017.

## Economía
Es la cuna de la producción de loroco y jocote.

## Transportes

### Conexiones

#### Carreteras
En el territorio del municipio tiene están las rutas departamentales: AHU11N que conecta a Atiquizaya con San Lorenzo en un tramo, otra que conecta a San Lorenzo con la Hacienda San Matias, AHU12N que conecta Atiquizaya con la ruta AHU11N, AHU34N que tiene un tramo que conecta el kilómetro 5 de la ruta AHU08E con la ruta AHU11 en La Guascota, AHU38N que conecta la ruta AHU12N con San Juan Buena Vista, AHU39N que conecta con la ruta AHU38N, AHU40E, AHU89N que conecta a San Lorenzo con El Portillo, y AHU91W que conecta la ruta AHU11N con Zunca.

## Servicios públicos

### Educación
El área urbana de San Lorenzo cuenta con el Centro Escolar Gilberto Augusto Carcamo y la Escuela de Educación Parvularia de San Lorenzo.
En los cantones están los siguientes:
- Instituto Nacional de San Lorenzo
- Centro Escolar Caserío San Matías, Cantón El Jicaral
- Centro Escolar Hermogenes Albanés Leonor
- Centro Escolar Cantón El Portillo
- Centro Escolar Cantón Guascota
- Centro Escolar Caserío Los Peñate, Cantón Guascota
- Centro Escolar Colonia Divina Providencia, Cantón Guascota
- Centro Escolar Caserío El Jicaro, Cantón Zunica
- Centro Escolar Fray Martín de Porres
- Centro Escolar Abel Wilfredo Velasco Carcamo
- Complejo Educativo Cantón Las Pozas

### Sanidad
El área urbana de San Lorenzo tiene la Unidad de Salud de San Lorenzo.

## Organización Territorial y urbanismo

### Barrios
El área urbana de San Lorenzo tiene los siguientes barrios:
- Barrio El Centro
- Barrio La Vega
- Barrio El Pilar

### Cantones
Para su administración el municipio se divide en 6 cantones, los cuales son:
- Cantón El Conacaste
- Cantón El Jicaral
- Cantón El Portillo
- Cantón La Guascota
- Cantón Las Pozas
- Cantón San Juan Buenavista